# Tour de France 2005/Fahrerfeld
Folgende Fahrer und Mannschaften nahmen an der Tour de France 2005 teil:
Die deutschen, österreichischen und Schweizer Fahrer sind fett markiert.
Legende:
- Suspendierung: Ausschluss durch eigenes Team vor Rennbeginn
- Ausschluss: Ausschluss durch die Rennleitung vor Rennbeginn
- Disqualifikation: Ausschluss durch die Rennleitung nach Rennbeginn
- : Etappensieger
- : Gelbes Trikot für den Gesamtführenden
- : Grünes Trikot für den Punktbesten
- : Gepunktetes Trikot für den besten Bergfahrer
- : Weißes Trikot für den besten Nachwuchsfahrer unter 25 Jahre
- : Rote Rückennummer für den kämpferischsten Fahrer des Vortages
- : Gelbe Rückennummer für das in der Mannschaftswertung führende Team

## Discovery Channel(USA),Trek
- Teammanager: Johan Bruyneel

| Nr. | Name                | Nationalität       | Anmerkungen                                                                     |
| --- | ------------------- | ------------------ | ------------------------------------------------------------------------------- |
| 1   | Lance Armstrong     | Vereinigte Staaten | : 20. Etappe; : 5. – 9., 11. – 21. Etappe; Sieger der Gesamtwertung             |
| 2   | José Azevedo        | Portugal           | 30. der Gesamtwertung                                                           |
| 3   | Manuel Beltrán      | Spanien            | Aufgabe nach Sturz während der 12. Etappe                                       |
| 4   | George Hincapie     | Vereinigte Staaten | : 15. Etappe; 14. der Gesamtwertung                                             |
| 5   | Benjamín Noval      | Spanien            | 107. der Gesamtwertung                                                          |
| 6   | Pavel Padrnos       | Tschechien         | 95. der Gesamtwertung                                                           |
| 7   | Jaroslaw Popowytsch | Ukraine            | : 5. – 8., 14. – 21. Etappe; Sieger der Nachwuchswertung; 12. der Gesamtwertung |
| 8   | José Luis Rubiera   | Spanien            | 35. der Gesamtwertung                                                           |
| 9   | Paolo Savoldelli    | Italien            | : 17. Etappe; 25. der Gesamtwertung                                             |
|     |                     |                    | : 4. Etappe; : 18. Etappe                                                       |

## Team T-Mobile(GER),Giant
- Teammanager: Mario Kummer

| Nr. | Name                | Nationalität | Anmerkungen                                                  |
| --- | ------------------- | ------------ | ------------------------------------------------------------ |
| 11  | Jan Ullrich         | Deutschland  | Dritter der Gesamtwertung                                    |
| 12  | Giuseppe Guerini    | Italien      | : 19. Etappe; 20. der Gesamtwertung                          |
| 13  | Matthias Kessler    | Deutschland  | 57. der Gesamtwertung                                        |
| 14  | Andreas Klöden      | Deutschland  | Aufgabe während der 17. Etappe: Sturzfolgen vom Vortag       |
| 15  | Daniele Nardello    | Italien      | 55. der Gesamtwertung                                        |
| 16  | Stephan Schreck     | Deutschland  | 86. der Gesamtwertung                                        |
| 17  | Óscar Sevilla       | Spanien      | 18. der Gesamtwertung                                        |
| 18  | Tobias Steinhauser  | Deutschland  | 81. der Gesamtwertung                                        |
| 19  | Alexander Winokurow | Kasachstan   | : 11. & 21. Etappe; : 12. Etappe; Fünfter der Gesamtwertung  |
|     |                     |              | : 15. – 17., 19. – 21. Etappe; Sieger der Mannschaftswertung |

## Team CSC(DEN),Cervélo
- Teammanager: Bjarne Riis

| Nr. | Name              | Nationalität       | Anmerkungen                                                                  |
| --- | ----------------- | ------------------ | ---------------------------------------------------------------------------- |
| 21  | Ivan Basso        | Italien            | Zweiter der Gesamtwertung                                                    |
| 22  | Kurt Asle Arvesen | Norwegen           | 89. der Gesamtwertung                                                        |
| 23  | Bobby Julich      | Vereinigte Staaten | 17. der Gesamtwertung                                                        |
| 24  | Giovanni Lombardi | Italien            | 118. der Gesamtwertung                                                       |
| 25  | Luke Roberts      | Australien         | 102. der Gesamtwertung                                                       |
| 26  | Carlos Sastre     | Spanien            | 21. der Gesamtwertung                                                        |
| 27  | Nicki Sørensen    | Dänemark           | 71. der Gesamtwertung                                                        |
| 28  | Jens Voigt        | Deutschland        | : 10. Etappe; Disqualifikation nach der 11. Etappe (Zeitlimit überschritten) |
| 29  | David Zabriskie   | Vereinigte Staaten | : 1. Etappe; : 2. – 4. Etappe; : 2. Etappe; Aufgabe während der 9. Etappe    |
|     |                   |                    | : 2. – 14. Etappe                                                            |

## Illes Balears-Banesto(ESP),Orbea
- Teammanager: Eusebio Unzué

| Nr. | Name                       | Nationalität | Anmerkungen                                                                    |
| --- | -------------------------- | ------------ | ------------------------------------------------------------------------------ |
| 31  | Francisco Mancebo          | Spanien      | Vierter der Gesamtwertung                                                      |
| 32  | José Luis Arrieta          | Spanien      | 74. der Gesamtwertung                                                          |
| 33  | David Arroyo               | Spanien      | 53. der Gesamtwertung                                                          |
| 34  | Daniel Becke               | Deutschland  | 152. der Gesamtwertung                                                         |
| 35  | Isaac Gálvez               | Spanien      | Aufgabe während der 8. Etappe                                                  |
| 36  | José Vicente García Acosta | Spanien      | 148. der Gesamtwertung                                                         |
| 37  | Wladimir Karpez            | Russland     | : 9. & 10. Etappe; 50. der Gesamtwertung                                       |
| 38  | Alejandro Valverde         | Spanien      | : 10. Etappe; : 11. – 13. Etappe; Aufgabe während der 13. Etappe, Knieprobleme |
| 39  | Xabier Zandio              | Spanien      | 22. der Gesamtwertung                                                          |

## Davitamon-Lotto(NED),Ridley
- Teammanager: Marc Sergeant

| Nr. | Name              | Nationalität       | Anmerkungen                                   |
| --- | ----------------- | ------------------ | --------------------------------------------- |
| 41  | Robbie McEwen     | Australien         | : 5., 7. & 13. Etappe; 134. der Gesamtwertung |
| 42  | Mario Aerts       | Belgien            | 112. der Gesamtwertung                        |
| 43  | Christophe Brandt | Belgien            | 56. der Gesamtwertung                         |
| 44  | Cadel Evans       | Australien         | Achter der Gesamtwertung                      |
| 45  | Axel Merckx       | Belgien            | 39. der Gesamtwertung                         |
| 46  | Fred Rodriguez    | Vereinigte Staaten | 132. der Gesamtwertung                        |
| 47  | Léon van Bon      | Niederlande        | Aufgabe während der 8. Etappe                 |
| 48  | Johan Vansummeren | Belgien            | 136. der Gesamtwertung                        |
| 49  | Wim Vansevenant   | Belgien            | 154. der Gesamtwertung                        |

## Rabobank(NED),Colnago
- Teammanager: Erik Breukink und Frank Maassen

| Nr. | Name              | Nationalität | Anmerkungen                                                                                     |
| --- | ----------------- | ------------ | ----------------------------------------------------------------------------------------------- |
| 51  | Denis Menschow    | Russland     | 85. der Gesamtwertung                                                                           |
| 52  | Michael Boogerd   | Niederlande  | 24. der Gesamtwertung                                                                           |
| 53  | Erik Dekker       | Niederlande  | : 4. – 6. Etappe; : 4. Etappe; 109. der Gesamtwertung                                           |
| 54  | Karsten Kroon     | Niederlande  | : 7. Etappe; 135. der Gesamtwertung                                                             |
| 55  | Gerben Löwik      | Niederlande  | Aufgabe: Nicht zur 14. Etappe angetreten                                                        |
| 56  | Joost Posthuma    | Niederlande  | 83. der Gesamtwertung                                                                           |
| 57  | Michael Rasmussen | Dänemark     | : 9. Etappe; : 9. – 21. Etappe; : 10. Etappe; Sieger der Bergwertung; Siebter der Gesamtwertung |
| 58  | Marc Wauters      | Belgien      | 140. der Gesamtwertung                                                                          |
| 59  | Pieter Weening    | Niederlande  | : 8. Etappe; : 9. Etappe; 72. der Gesamtwertung                                                 |

## Phonak(SUI),BMC
- Teammanager: Álvaro Pino

| Nr. | Name                   | Nationalität       | Anmerkungen                                                 |
| --- | ---------------------- | ------------------ | ----------------------------------------------------------- |
| 61  | Santiago Botero        | Kolumbien          | 51. der Gesamtwertung                                       |
| 62  | Bert Grabsch           | Deutschland        | 103. der Gesamtwertung                                      |
| 63  | José Enrique Gutiérrez | Spanien            | 49. der Gesamtwertung                                       |
| 64  | Robert Hunter          | Südafrika          | Aufgabe während der 12. Etappe                              |
| 65  | Nicolas Jalabert       | Frankreich         | 138. der Gesamtwertung                                      |
| 66  | Floyd Landis           | Vereinigte Staaten | Achter der Gesamtwertung                                    |
| 67  | Alexandre Moos         | Schweiz            | 42. der Gesamtwertung                                       |
| 68  | Óscar Pereiro          | Spanien            | : 16. Etappe; : 16. & 17. Etappe; Neunter der Gesamtwertung |
| 69  | Steve Zampieri         | Schweiz            | Aufgabe während der 7. Etappe                               |

## Fassa Bortolo(ITA),Pinarello
- Teammanager: Giancarlo Ferretti

| Nr. | Name                | Nationalität | Anmerkungen                                               |
| --- | ------------------- | ------------ | --------------------------------------------------------- |
| 71  | Fabian Cancellara   | Schweiz      | : 2. – 4. Etappe; 128. der Gesamtwertung                  |
| 72  | Lorenzo Bernucci    | Italien      | : 6. Etappe; 62. der Gesamtwertung                        |
| 73  | Claudio Corioni     | Italien      | Aufgabe während der 6. Etappe                             |
| 74  | Mauro Facci         | Italien      | 144. der Gesamtwertung                                    |
| 75  | Juan Antonio Flecha | Spanien      | : 6. Etappe; 73. der Gesamtwertung                        |
| 76  | Dario Frigo         | Italien      | Ausschluss vor Beginn der 11. Etappe: Verdacht auf Doping |
| 77  | Massimo Giunti      | Italien      | 80. der Gesamtwertung                                     |
| 78  | Wolodymyr Hustow    | Ukraine      | 104. der Gesamtwertung                                    |
| 79  | Kim Kirchen         | Luxemburg    | Aufgabe während der 11. Etappe                            |

## Saunier Duval-Prodir(ESP),Scott
- Teammanager: Mauro Gianetti

| Nr. | Name                       | Nationalität       | Anmerkungen                    |
| --- | -------------------------- | ------------------ | ------------------------------ |
| 81  | Juan Manuel Gárate         | Spanien            | 66. der Gesamtwertung          |
| 82  | Rubens Bertogliati         | Schweiz            | 92. der Gesamtwertung          |
| 83  | David Cañada               | Spanien            | 63. der Gesamtwertung          |
| 84  | Nicolas Fritsch            | Frankreich         | Aufgabe während der 12. Etappe |
| 85  | José Ángel Gómez Marchante | Spanien            | Aufgabe während der 9. Etappe  |
| 86  | Christopher Horner         | Vereinigte Staaten | 33. der Gesamtwertung          |
| 87  | Leonardo Piepoli           | Italien            | 23. der Gesamtwertung          |
| 88  | Manuel Quinziato           | Italien            | 131. der Gesamtwertung         |
| 89  | Constantino Zaballa        | Spanien            | Aufgabe während der 5. Etappe  |

## Liberty Seguros-Würth(ESP),BH
- Teammanager: Manolo Sáiz

| Nr. | Name                      | Nationalität | Anmerkungen                         |
| --- | ------------------------- | ------------ | ----------------------------------- |
| 91  | Roberto Heras             | Spanien      | 45. der Gesamtwertung               |
| 92  | Joseba Beloki             | Spanien      | 75. der Gesamtwertung               |
| 93  | Alberto Contador          | Spanien      | 31. der Gesamtwertung               |
| 94  | Allan Davis               | Australien   | 84. der Gesamtwertung               |
| 95  | Igor González de Galdeano | Spanien      | Aufgabe während der 9. Etappe       |
| 96  | Jörg Jaksche              | Deutschland  | 16. der Gesamtwertung               |
| 97  | Luis León Sánchez Gil     | Spanien      | 108. der Gesamtwertung              |
| 98  | Marcos Serrano            | Spanien      | : 18. Etappe; 40. der Gesamtwertung |
| 99  | Ángel Vicioso             | Spanien      | 64. der Gesamtwertung               |

## Crédit Agricole(FRA),LOOK
- Teammanager: Roger Legeay

| Nr. | Name                 | Nationalität | Anmerkungen                                                          |
| --- | -------------------- | ------------ | -------------------------------------------------------------------- |
| 101 | Christophe Moreau    | Frankreich   | 11. der Gesamtwertung                                                |
| 102 | László Bodrogi       | Ungarn       | 119. der Gesamtwertung                                               |
| 103 | Pietro Caucchioli    | Italien      | 36. der Gesamtwertung                                                |
| 104 | Patrice Halgand      | Frankreich   | 52. der Gesamtwertung                                                |
| 105 | Sébastien Hinault    | Frankreich   | : 18. Etappe; 115. der Gesamtwertung                                 |
| 106 | Thor Hushovd         | Norwegen     | : 13. – 21. Etappe; Sieger der Punktewertung; 116. der Gesamtwertung |
| 107 | Sébastien Joly       | Frankreich   | 106. der Gesamtwertung                                               |
| 108 | Andrei Kaschetschkin | Kasachstan   | 19. der Gesamtwertung                                                |
| 109 | Jaan Kirsipuu        | Estland      | Aufgabe während der 9. Etappe                                        |

## Liquigas-Bianchi(ITA),Bianchi
- Teammanager: Stefano Zanatta

| Nr. | Name               | Nationalität | Anmerkungen                              |
| --- | ------------------ | ------------ | ---------------------------------------- |
| 111 | Stefano Garzelli   | Italien      | 32. der Gesamtwertung                    |
| 112 | Michael Albasini   | Schweiz      | 145. der Gesamtwertung                   |
| 113 | Magnus Bäckstedt   | Schweden     | Aufgabe: Nicht zur 16. Etappe angetreten |
| 114 | Kjell Carlström    | Finnland     | 141. der Gesamtwertung                   |
| 115 | Dario Cioni        | Italien      | 54. der Gesamtwertung                    |
| 116 | Mauro Gerosa       | Italien      | 137. der Gesamtwertung                   |
| 117 | Marcus Ljungqvist  | Schweden     | 125. der Gesamtwertung                   |
| 118 | Luciano Pagliarini | Brasilien    | Aufgabe während der 9. Etappe            |
| 119 | Franco Pellizotti  | Italien      | 47. der Gesamtwertung                    |

## Cofidis(FRA),Wilier Triestina
- Teammanager: Francis Van Londersele

| Nr. | Name             | Nationalität | Anmerkungen                                       |
| --- | ---------------- | ------------ | ------------------------------------------------- |
| 121 | Stuart O’Grady   | Australien   | 77. der Gesamtwertung                             |
| 122 | Stéphane Augé    | Frankreich   | 121. der Gesamtwertung                            |
| 123 | Frédéric Bessy   | Frankreich   | 129. der Gesamtwertung                            |
| 124 | Sylvain Chavanel | Frankreich   | 58. der Gesamtwertung                             |
| 125 | Thierry Marichal | Belgien      | 127. der Gesamtwertung                            |
| 126 | David Moncoutié  | Frankreich   | : 12. Etappe; : 13. Etappe; 67. der Gesamtwertung |
| 127 | Janek Tombak     | Estland      | 153. der Gesamtwertung                            |
| 128 | Cédric Vasseur   | Frankreich   | 44. der Gesamtwertung                             |
| 129 | Matthew White    | Australien   | 123. der Gesamtwertung                            |

## Quick Step-Innergetic(BEL),Time
- Teammanager: Patrick Lefèvre

| Nr. | Name               | Nationalität       | Anmerkungen                                                                                               |
| --- | ------------------ | ------------------ | --- |
| 131 | Tom Boonen         | Belgien            | : 2. & 3. Etappe; : 3. – 11. Etappe; Aufgabe: Nicht zur 12. Etappe angetreten: Knieprobleme (Sturzfolgen) |
| 132 | Wilfried Cretskens | Belgien            | Aufgabe während der 15. Etappe                                                                            |
| 133 | Kevin Hulsmans     | Belgien            | Disqualifikation nach der 11. Etappe (Zeitlimit überschritten)                                            |
| 134 | Servais Knaven     | Niederlande        | 149. der Gesamtwertung                                                                                    |
| 135 | Michael Rogers     | Australien         | 41. der Gesamtwertung                                                                                     |
| 136 | Patrik Sinkewitz   | Deutschland        | 59. der Gesamtwertung                                                                                     |
| 137 | Bram Tankink       | Niederlande        | 111. der Gesamtwertung                                                                                    |
| 138 | Guido Trenti       | Vereinigte Staaten | 139. der Gesamtwertung                                                                                    |
| 139 | Stefano Zanini     | Italien            | Aufgabe während der 11. Etappe                                                                            |

## Bouygues Télécom(FRA),Time
- Teammanager: Dominique Arnould

| Nr. | Name             | Nationalität | Anmerkungen                         |
| --- | ---------------- | ------------ | ----------------------------------- |
| 141 | Didier Rous      | Frankreich   | 82. der Gesamtwertung               |
| 142 | Walter Bénéteau  | Frankreich   | 68. der Gesamtwertung               |
| 143 | Laurent Brochard | Frankreich   | : 11. Etappe; 28. der Gesamtwertung |
| 144 | Pierrick Fédrigo | Frankreich   | 46. der Gesamtwertung               |
| 145 | Anthony Geslin   | Frankreich   | 97. der Gesamtwertung               |
| 146 | Laurent Lefèvre  | Frankreich   | 117. der Gesamtwertung              |
| 147 | Jérôme Pineau    | Frankreich   | 43. der Gesamtwertung               |
| 148 | Matthieu Sprick  | Frankreich   | 120. der Gesamtwertung              |
| 149 | Thomas Voeckler  | Frankreich   | : 3. Etappe; 124. der Gesamtwertung |

## Lampre-Caffita(ITA),Cannondale
- Teammanager: Fabrizio Bontempi

| Nr. | Name                   | Nationalität | Anmerkungen                                                       |
| --- | ---------------------- | ------------ | ----------------------------------------------------------------- |
| 151 | Eddy Mazzoleni         | Italien      | 13. der Gesamtwertung                                             |
| 152 | Gianluca Bortolami     | Italien      | Aufgabe: Nicht zur 16. Etappe angetreten                          |
| 153 | Salvatore Commesso     | Italien      | 101. der Gesamtwertung                                            |
| 154 | Gerrit Glomser         | Österreich   | Aufgabe während der 10. Etappe                                    |
| 155 | David Loosli           | Schweiz      | 99. der Gesamtwertung                                             |
| 156 | Jewgeni Petrow         | Russland     | Ausschluss vor Beginn der 10. Etappe: positiv auf Doping getestet |
| 157 | Daniele Righi          | Italien      | 110. der Gesamtwertung                                            |
| 158 | Alessandro Spezialetti | Italien      | Aufgabe während der 7. Etappe                                     |
| 159 | Gorazd Štangelj        | Slowenien    | 87. der Gesamtwertung                                             |

## Team Gerolsteiner(GER),Specialized
- Teammanager: Hans-Michael Holczer

| Nr. | Name            | Nationalität       | Anmerkungen                                       |
| --- | --------------- | ------------------ | ------------------------------------------------- |
| 161 | Georg Totschnig | Österreich         | : 14. Etappe; : 15. Etappe; 26. der Gesamtwertung |
| 162 | Robert Förster  | Deutschland        | 151. der Gesamtwertung                            |
| 163 | Sebastian Lang  | Deutschland        | 65. der Gesamtwertung                             |
| 164 | Levi Leipheimer | Vereinigte Staaten | Sechster der Gesamtwertung                        |
| 165 | Michael Rich    | Deutschland        | 130. der Gesamtwertung                            |
| 166 | Ronny Scholz    | Deutschland        | 91. der Gesamtwertung                             |
| 167 | Fabian Wegmann  | Deutschland        | : 8. Etappe; : 8. Etappe; 79. der Gesamtwertung   |
| 168 | Peter Wrolich   | Österreich         | 146. der Gesamtwertung                            |
| 169 | Beat Zberg      | Schweiz            | 93. der Gesamtwertung                             |

## La Française des Jeux(FRA),Lapierre
- Teammanager: Marc Madiot

| Nr. | Name              | Nationalität | Anmerkungen                                                                 |
| --- | ----------------- | ------------ | --------------------------------------------------------------------------- |
| 171 | Bradley McGee     | Australien   | 105. der Gesamtwertung                                                      |
| 172 | Sandy Casar       | Frankreich   | : 20. Etappe; 29. der Gesamtwertung                                         |
| 173 | Baden Cooke       | Australien   | 142. der Gesamtwertung                                                      |
| 174 | Carlos Da Cruz    | Frankreich   | : 14. & 19. Etappe; 76. der Gesamtwertung                                   |
| 175 | Bernhard Eisel    | Österreich   | 143. der Gesamtwertung                                                      |
| 176 | Philippe Gilbert  | Belgien      | : 21. Etappe (nicht mehr vergeben, da letzte Etappe); 70. der Gesamtwertung |
| 177 | Thomas Lövkvist   | Schweden     | 61. der Gesamtwertung                                                       |
| 178 | Christophe Mengin | Frankreich   | : 7. Etappe; Aufgabe: Nicht zur 8. Etappe angetreten                        |
| 179 | Francis Mourey    | Frankreich   | 94. der Gesamtwertung                                                       |

## Domina Vacanze(ITA),Colnago
- Teammanager: Vittorio Algeri

| Nr. | Name                  | Nationalität | Anmerkungen                             |
| --- | --------------------- | ------------ | --------------------------------------- |
| 181 | Serhij Hontschar      | Ukraine      | Aufgabe: Nicht zur 8. Etappe angetreten |
| 182 | Alessandro Bertolini  | Italien      | 113. der Gesamtwertung                  |
| 183 | Alessandro Cortinovis | Italien      | 98. der Gesamtwertung                   |
| 184 | Angelo Furlan         | Italien      | Aufgabe während der 12. Etappe: Sturz   |
| 185 | Andrij Hrywko         | Ukraine      | 78. der Gesamtwertung                   |
| 186 | Maxim Iglinski        | Kasachstan   | 37. der Gesamtwertung                   |
| 187 | Jörg Ludewig          | Deutschland  | 38. der Gesamtwertung                   |
| 188 | Rafael Nuritdinow     | Usbekistan   | 147. der Gesamtwertung                  |
| 189 | Alessandro Vanotti    | Italien      | 133. der Gesamtwertung                  |

## Euskaltel-Euskadi(ESP),Orbea
- Teammanager: Julián Gorospe

| Nr. | Name            | Nationalität | Anmerkungen                        |
| --- | --------------- | ------------ | ---------------------------------- |
| 191 | Iban Mayo       | Spanien      | 60. der Gesamtwertung              |
| 192 | Iker Camaño     | Spanien      | 69. der Gesamtwertung              |
| 193 | Unai Etxebarria | Venezuela    | 150. der Gesamtwertung             |
| 194 | Iker Flores     | Spanien      | 155. und Letzter der Gesamtwertung |
| 195 | David Herrero   | Spanien      | Aufgabe während der 15. Etappe     |
| 196 | Iñaki Isasi     | Spanien      | 122. der Gesamtwertung             |
| 197 | Íñigo Landaluze | Spanien      | 100. der Gesamtwertung             |
| 198 | Egoi Martínez   | Spanien      | 48. der Gesamtwertung              |
| 199 | Haimar Zubeldia | Spanien      | 15. der Gesamtwertung              |

## Ag2r Prévoyance(FRA),Decathlon
- Teammanager: Laurent Biondi

| Nr. | Name               | Nationalität | Anmerkungen                                |
| --- | ------------------ | ------------ | ------------------------------------------ |
| 201 | Jean-Patrick Nazon | Frankreich   | Aufgabe während der 11. Etappe             |
| 202 | Mikel Astarloza    | Spanien      | 27. der Gesamtwertung                      |
| 203 | Sylvain Calzati    | Frankreich   | : 3. Etappe; Aufgabe während der 8. Etappe |
| 204 | Samuel Dumoulin    | Frankreich   | 114. der Gesamtwertung                     |
| 205 | Simon Gerrans      | Australien   | 126. der Gesamtwertung                     |
| 206 | Stéphane Goubert   | Frankreich   | 34. der Gesamtwertung                      |
| 207 | Jurij Kriwzow      | Ukraine      | 90. der Gesamtwertung                      |
| 208 | Nicolas Portal     | Frankreich   | 88. der Gesamtwertung                      |
| 209 | Ludovic Turpin     | Frankreich   | 96. der Gesamtwertung                      |